# ケイ・ルーク
ケイ・ルーク（Keye Luke / 中国名：陸錫麟、1904年6月18日 - 1991年2月12日）は、中国広州市生まれの俳優・声優である。

## 来歴
1904年に中国広州市で生まれる。少ししてから一家はアメリカへ渡り、ルーク自身はシアトルで育った。その後の1944年には市民権も取得。俳優になる前は、アーティストとしてハリウッドで活動していた時期もあり、グローマンズ・チャイニーズ・シアターに壁画を描いている。その他の美術担当として1933年にRKOが製作したパニック映画の金字塔『キング・コング』のプレスブックのアートワークもある。
アーティストとしての活動を経て1934年に『彩られし女性』で役者として映画デビュー。その後も、アジア系俳優として数多くのテレビドラマや映画などに出演し、順調にキャリアを重ねていく。当たり役としては、作家のアール・デア・ビガーズが描く中国人警部「チャーリー・チャン」シリーズ。同シリーズにおいてチャーリー・チャンの長男兼助手役として世間に知られ始めた。また、1940年に製作された『グリーン・ホーネット』では日本人のミスター・カトー役も演じた。日本でも、デヴィッド・キャラダイン主演の『燃えよ! カンフー』の盲目の武術師ホー先生役や、ジョー・ダンテ監督の『グレムリン』シリーズの骨董屋の主人役などで知られている。
私生活では1942年に結婚しているが、1979年に妻と死別している。1991年に86歳で死去。

## 出演作品

### 映画
- 彩られし女性 The Painted Veil （1934年）
- 狂恋 Mad Love （1935年）
- 上海 Shanghai （1935年）
- 支那ランプの石油 Oil for the Lamps of China （1935年）
- 海は桃色 Anything Goes （1936年）
- 大地 The Good Earth （1937年）
- モト氏のギャンブル Mr. Moto's Gamble （1938年）
- グリーン・ホーネット The Green Hornet （1940年）
- チャイナタウンの怪人 Phantom of Chinatown （1940年）
- 針のない時計 No Hands on the Clock （1941年）
- 透明スパイ Invisible Agent （1942年）
- 恋愛聴診器 Three Men in White （1944年）
- 青春学園 Andy Hardy's Blonde Trouble （1944年）
- 東京ローズ Tokyo Rose （1946年）
- 翼のある蛇 The Feathered Serpent （1948年）
- 香港 Hong Kong （1952年）
- ハワイ犯罪地図 Hell's Half Acre （1954年）
- 慕情 Love Is a Many-Splendored Thing （1955年）
- 揚子江死の脱走 Yangtse Incident: The Story of H.M.S. Amethyst （1957年）
- 0の決死圏 The Chairman （1969年）
- ハワイアンズ The Hawaiians （1970年）
- 名犬ウォン・トン・トン Won Ton Ton, the Dog Who Saved Hollywood （1976年）
- 裸足の天使 Just You and Me, Kid （1979年）
- グレムリン Gremlins （1984年）
- ゾンビ・コップ Dead Heat （1988年）
- グレムリン2 新・種・誕・生 Gremlins 2: The New Batch （1990年）
- アリス Alice （1990年）

### テレビドラマ
- 私立探偵マイク・ハマー Mike Hammer （1958年）
- 弁護士ペリー・メイスン Perry Mason （1962年 - 1965年）
- アイ・スパイ I Spy （1965年）
- FBIアメリカ連邦警察 The F.B.I. （1966年 - 1967年）
- ドラグネット1967 Dragnet 1967 （1967年 - 1968年）
- 宇宙大作戦 Star Trek （1969年）
- ハワイ5-0 Hawaii Five-O （1969年）
- ドクター・ウェルビー Marcus Welby, M.D. （1971年）
- 特捜隊アダム12 Adam-12 （1971年 - 1972年）
- 陽気なルーシー Here's Lucy （1972年）
- 燃えよ! カンフー Kung Fu （1972年 - 1975年）
- Dr.刑事クインシー Quincy M.E. （1977年）
- マッシュ M*A*S*H （1978年 - 1980年）
- ベガス Vega$ （1979年）
- チャーリーズ・エンジェル Charlie's Angels （1980年）
- 探偵レミントン・スティール Remington Steele （1982年）
- ファルコン・クレスト Falcon Crest （1983年）
- フェアリーテール・シアター Farie Tale Theatre （1983年）
- 特攻野郎Aチーム The A-Team （1983年）
- 特捜刑事マイアミヴァイス Miami Vice （1985年）
- Dr. トラッパー Trapper John, M.D. （1984年）
- 私立探偵ハリー Crazy Like a Fox （1985年）
- ジェネラル・ホスピタル General Hospital （1985年）
- 冒険野郎マクガイバー MacGyver （1985年 - 1988年）
- 驚異のスーパー・バイク ストリートホーク Street Hawk （1985年）
- パトカーアダム30 T.J. Hooker （1986年）
- 13日の金曜日 Friday the 13th （1988年）
- スーパーボーイ Superboy （1989年）

### テレビアニメ
- ジョニークエスト Jonny Quest （1965年）
- 宇宙怪人ゴースト Space Ghost （1966年）
- スクービー・ドゥー Scooby-Doo and Scrappy-Doo （1979年）
- スパイダーマン&アメイジング・フレンズ Spider-Man and His Amazing Friends （1981年）
- ミスターT Mister T （1983年）
- ジェム Jem （1985年）
- JQ Jonny Quest （1986年）

### 吹き替え
- ゴジラの逆襲 Godzilla Raids Again （1955年） - 月岡正一（小泉博）[1]
- 空の大怪獣ラドン Radon, Monster from the Sky （1956年）